# Новосілківський замок
 Новосілківський замок — оборонна споруда в с. Новосілках (колишнє Новосілка-Костюкова) Тернопільської области. Пам'ятка архітектури місцевого значення.

## Відомості
Від замку збереглася одна напівзруйнована двохярусна так звана «Вежа Володиєвського». Назви села і вежі пов'язані зі шляхетним родом Костюків-Володийовських, котрі були власниками Новосілки від 1547 року протягом тривалого часу і заклали замок.
Замок збудований 17 ст. на узвишші, що з трьох боків оточує невеликий потічок Храмова. Мури фортеці, завтовшки 1,5 м, у плані утворюють прямокутник із чотирма баштами на кутах. Окрім того, для зміцнення обороноспроможність з трьох боків були викопані глибокі рови.
На замок нападали татари, 1672 року його зруйнували турки, від кінця 17 ст. він втратив оборонне значення і занепав.
Від серед. 19 ст. мури і вежі замку почали розбирати на мощення дороги та місцевих будинків. Помітні залишки валів і ровів.